# Pomniki przyrody w powiecie gorzowskim

## Podstawa prawna
Wyciąg z rejestru pomników przyrody Wojewódzkiego konserwatora przyrody w Gorzowie Wlkp.
| Nr rej. | Nazwa                                                                     | Gmina             | Obręb ewid.                 | Działka       | Obwód            | Wysokość      | Opis formy ochrony | Akt prawny                                                 |
| 15      | Dąb szypułkowy Quercus robur                                              | Bogdaniec         | obr. ewid. Bogdaniec        | dz. nr 924    | 330 cm           | ok. 30 m      | własność: Skarb Państwa w zarządzie N-twa Bogdaniec, obr. leśny Bogdaniec, L-two Motylewo, oddz. 237 h.                          | R.W.L Nr 46 z 19 maja 2006                                 |
| 147     | Głaz narzutowy – na głazie napis gotykiem 'Wanschen-1932'                 | Bogdaniec         | obr. ewid. Bogdaniec        | dz. nr 924    | 365 cm           | 67 cm         | własność: Skarb Państwa w zarządzie N-ctwa Kłodawa, obr. leśny Kłodawa, L-ctwo Wojcieszyce, oddz. 368j                           | R.W.L Nr 46 z 19 maja 2006                                 |
| 148     | Głaz narzutowy – pomnik leśnika niemieckiego zamordowanego 18 lutego 1923 | Kłodawa           | obr. ewid. Kłodawa          | dz. nr 1102   | 250 cm           | 135 cm        | własność: Skarb Państwa w zarządzie N-ctwa Kłodawa, obręb leśny Kłodawa, L-ctwio Mszaniec, oddz. 128 b                           | R.W.L Nr 46 z 19 maja 2006                                 |
| 149     | Dąb szypułkowy Quercus robur                                              | Kłodawa           | Obr. ewid. Łośno            | dz. nr 483    | 420 cm           | ok. 26 m      | własność: Skarb Państwa w zarządzie N-ctwa Kłodawa, obr. leśny Kłodawa, L-ctwo Łośno, oddz. 217 f                                | R.W.L Nr 46 z 19 maja 2006                                 |
| 150     | 5 buków zwyczajnych Fagus silvatica                                       | Kłodawa           | obr ewid. Santocko          | dz. nr 729    | od 380 do 430 cm | od 23 do 26 m | własność: Skarb Państwa w zarządzie N-ctwa Kłodawa, L-ctwo Santocko, oddz. 282 m                                                 | R.W.L Nr 46 z 19 maja 2006                                 |
| 151     | 2 dęby szypułkowe Quercus robur                                           | Kłodawa           | obr ewid. Kłodawa           | dz. nr 1085   | -                | -             | własność: Skarb Państwa w zarządzie N-ctwa Kłodawa, L-ctwo Mszaniec, oddz. 120 k, przy szosie Gorzów -Barlinek                   | R.W.L Nr 46 z 19 maja 2006                                 |
| 158     | Dąb szypułkowy Quercus robur                                              | Kostrzyn nad Odrą | obr. ewid. Kostrzyn n/0 – 2 | dz. nr 1247/4 | 394 cm           | ok. 21 m      | własność: Skarb Państwa w zarządzie N-ctwa Dębno, obr. leśny Namyślin, L-ctwo Kostrzyn, oddz. 274 n                              | R.W.L Nr 14 z 28 lutego 2006. Dz.U. Nr 14 póz. 338 z 2006r |
| 167     | Robinia akacjowa Robinia pseudoacacia                                     | Lubiszyn          | obr. ewid. Lubiszyn         | dz. nr 877    | 320 cm           | ok. 27 m      | własność: Skarb Państwa w zarządzie N-ctwa Bogdaniec, obr. leśny Wysoka, L-ctwo Tarnów, oddz. 107 d                              | R.W.L Nr 46 z 19 maja 2006                                 |
| 198     | Dąb szypułkowy Quercus robur                                              | Lubiszyn          | obr. ewid. Lubno            | dz. nr 237    | 620 cm           | ok. 28 m      | własność: Gmina Lubiszyn – rośnie na skwerze w centrum Lubna nieopodal kościoła                                                  | R.W.L Nr 46 z 19 maja 2006                                 |
| 365     | Dąb szypułkowy Quercus robur                                              | Santok            | obr. ewid. Nowe Polichno    | dz. nr 35     | 590 cm           | ok. 31 m      | własność: osoba fizyczna | R.W.L Nr 46 z 19 maja 2006                                 |
| 366     | Dąb szypułkowy Quercus robur                                              | Santok            | obr. ewid. Lipki Małe       | dz. nr 81/1   | 730 cm           | 20 m          | własność: osoba fizyczna | R.W.L 29 z 19 maja 2006                                    |
| 589     | Skupienie dwóch głazów narzutowych                                        | Witnica           | obr. ewid. Dąbroszyn        | dz. nr 309/7  | 480 i 370 cm     | 220 i 175 cm  | własność: Skarb Państwa w zarządzie N-ctwa Dębno Lub., obr. leśny Namyślin, L-ctwo Kostrzyn, oddz. 309 c                         | R.W.L Nr 46 z 19 maja 2006                                 |
| 590     | Wiąz szypułkowy Ulmus laevis                                              | Witnica           | obr. ewid. Mosina           | dz. nr 626    | 485 cm           | ok. 24 m      | własność: Skarb Państwa w zarządzie N-ctwa Bogdaniec, obr. leśny Mosina, L-ctwo Łąkomin, oddz. 162 o. – rośnie w parku wiejskim. | R.W.L Nr 46 z 19 maja 2006                                 |
| 591     | 2 dęby szypułkowe Quercus robur                                           | Witnica           | obr. ewid. Mosina           | dz. nr 577    | 630cm i 370 cm   | ok. 32 m      | własność: Skarb Państwa w zarządzie N-ctwa Bogdaniec, obr. leśny Mosina, L-ctwo Ustronie, oddz. 192 b                            | R.W.L Nr 46 z 19 maja 2006                                 |
| 592     | Dąb szypułkowy Quercus robur                                              | Witnica           | obr. ewid. Mosina           | -             | 550 cm           | ok. 24 m      | Rośnie w miejscowości Mosina przy kościele.                                                                                      | R.W.L Nr 46 z 19 maja 2006                                 |
| 593     | Dąb szypułkowy Quercus robur                                              | Witnica           | obr. ewid. Nowiny Wielkie   | dz. nr 876    | 640 cm           | ok. 25 m      | własność: Skarb Państwa w zarządzie N-ctwa Bogdaniec, obr. leśny Bogdaniec, L-ctwo Nowiny, oddz. 263 ax                          | R.W.L Nr 46 z 19 maja 2006                                 |
| 594     | Dąb szypułkowy Quercus robur oraz wiąz szypułkowy Ulmus laevis            | Witnica           | obr. ewid. Witnica          | dz. nr 891    | 420 cm i 395 cm  | ok. 30 m      | własność: Skarb Państwa – rosną przy ul Kolejowej w Witnicy naprzeciw dworca                                                     | R.W.L Nr 41 z 19 maja 2006                                 |
| 595     | 2 dęby szypułkowe Quercus robur                                           | Witnica           | obr. ewid. Witnica          | dz. nr 421/4  | 530 cm i 531 cm  | ok. 25 m      | własność: Skarb Państwa – rosną przy ul. Zachodniej po prawej stronie jadąc w kierunku Kostrzyna                                 | R.W.L Nr 41 z 19 maja 2006                                 |
| 596     | 2 jesiony wyniosłe Fraxinus excelsior                                     | Witnica           | obr. ewid. Kamień Mały      | dz. nr 116    | 310 cm i 290 cm  | ok. 21 m      | własność: Gmina Witnica – rosną na starym cmentarzu w Kamieniu Małym                                                             | -                                                          |
| ------- | ------------------------------------------------------------------------- | ----------------- | --------------------------- | ------------- | ---------------- | ------------- | --- | ---------------------------------------------------------- |